# Оксид-фторид висмута
Окси́д-фтори́д ви́смута — неорганическое соединение металла висмута с формулой BiOF, прозрачные кристаллы, не растворимые в воде.

## Получение
- Разложение горячей водой фторида висмута(III):

{\displaystyle {\mathsf {BiF_{3}+H_{2}O\ {\xrightarrow {100^{o}C}}\ BiOF+2HF}}}
- Реакция оксида висмута(III) с плавиковой кислотой:

{\displaystyle {\mathsf {Bi_{2}O_{3}+2HF\ {\xrightarrow {}}\ 2BiOF\downarrow +H_{2}O}}}
- Растворение гидроксида висмута в плавиковой кислоте:

{\displaystyle {\mathsf {Bi(OH)_{3}+HF\ {\xrightarrow {}}\ BiOF\downarrow +2H_{2}O}}}

## Физические свойства
Оксид-фторид висмута образует прозрачные кристаллы тетрагональной сингонии, пространственная группа P 4/nmm, параметры ячейки a = 0,3748 нм, c = 0,6224 нм, Z = 2.
Не растворим в воде.
Образует кислые соли вида BiOF·2HF.

## В природе
В природе встречается редкий минерал заварицкит, представляющий собой оксифторид висмута.